# فهرست قنات‌های شهرستان بشرویه
جدول زیر بر اساس آمار وزارت جهاد کشاورزی تهیه شده‌است. فهرست زیر قنات‌های شهرستان بشرویه در استان خراسان جنوبی را نشان می‌دهد.
| نام قنات                  | موقعیت                       | نزدیک‌ترین روستا | طول قنات (متر) | تعداد میله چاه | عمق مادر چاه | دبی (لیتر بر ثانیه) | سطح زیر کشت (هکتار) |
| ------------------------- | ---------------------------- | --------------- | -------------- | -------------- | ------------ | ------------------- | ------------------- |
| ابوجعفری                  | بخش مرکزی شهرستان بشرویه     | بشرویه          | ۱۳۰            | ۰              | ۰            | ۶۰                  | ۰                   |
| احمدآباد                  | بخش مرکزی شهرستان بشرویه     | حجت‌آباد         | ۱۰۰۰           | ۲۰             | ۱۲           | ۴                   | ۱۰                  |
| ارسک                      | بخش مرکزی شهرستان بشرویه     | فتح‌آباد         | ۱۳۵۰           | ۷۰             | ۴۰           | ۳۵                  | ۷۰                  |
| آسایش                     | بخش مرکزی شهرستان بشرویه     | غنی‌آباد         | ۴۰۰            | ۱۵             | ۵            | ۳                   | ۶                   |
| استخر بالا                | بخش ارسک شهرستان بشرویه      | زیرگ            | ۲۰۰            | ۵              | ۲            | ۲                   | ۱۵                  |
| استخر پائین               | بخش ارسک شهرستان بشرویه      | زیرگ            | ۱۵۰            | ۴              | ۳            | ۵                   | ۱۵                  |
| استخر کال                 | بخش ارسک شهرستان بشرویه      | زیرگ            | ۱۲۰            | ۴              | ۳            | ۱                   | ۲                   |
| اسلامیه                   | بخش ارسک شهرستان بشرویه      | اسلامیه         | ۴۰۰            | ۱۱             | ۲            | ۲                   | ۲۰                  |
| اسلام‌آباد                 | بخش ارسک شهرستان بشرویه      | اسلام‌آباد       | ۲۵۰            | ۹              | ۱۰           | ۲                   | ۶                   |
| اصفاک                     | بخش مرکزی شهرستان بشرویه     | اصفاک           | ۱۳۰۰           | ۱۷             | ۲۰           | ۱۲                  | ۳۲                  |
| انارستان                  | بخش بشرویه شهرستان فردوس     | اصفاک           | ۴۵۰            | ۱۲             | ۱۰           | ۵                   | ۹                   |
| اهچوک                     | بخش مرکزی شهرستان بشرویه     | اهچوک           | ۱۲۰            | ۵              | ۴            | ۱۲                  | ۱۶                  |
| اکبرآباد                  | بخش مرکزی شهرستان بشرویه     | بچو             | ۱۰۰            | ۳              | ۲            | ۳                   | ۵                   |
| ایرجیه                    | بخش مرکزی شهرستان بشرویه     | ایرجیه          | ۱۰۰            | ۴              | ۱۰           | ۱                   | ۲                   |
| باغ بالا                  | بخش ارسک شهرستان بشرویه      | رقه             | ۷۲۰            | ۲۳             | ۴۰           | ۱۰                  | ۳۰                  |
| باغ دهک                   | بخش ارسک شهرستان بشرویه      | باغ دهک         | ۱۳۰۰           | ۲۴             | ۹            | ۲۰                  | ۶۵                  |
| بشرویه                    | بخش مرکزی شهرستان بشرویه     | بشرویه          | ۱۳۰۰۰          | ۱۲۰            | ۳۰           | ۷۵                  | ۲۲۵                 |
| بندان                     | بخش مرکزی شهرستان بشرویه     | بندان           | ۴۰۰۰           | ۱۰۰            | ۹۰           | ۱۸                  | ۴۵                  |
| بهاباد                    | بخش مرکزی شهرستان بشرویه     | غنی‌آباد         | ۱۵۰            | ۴              | ۲            | ۱                   | ۲                   |
| بهجتیه                    | بخش مرکزی شهرستان بشرویه     | بهجتیه          | ۶۵۰            | ۴              | ۲            | ۱                   | ۲                   |
| بهشت‌آباد                  | بخش مرکزی شهرستان بشرویه     | بهشت‌آباد        | ۱۰۰۰           | ۱۸             | ۱۹           | ۲۰                  | ۳۰                  |
| بوناباد                   | بخش ارسک شهرستان بشرویه      | بوناباد         | ۱۰۵۰           | ۲۳             | ۴۰           | ۳                   | ۸                   |
| بیدک                      | بخش ارسک شهرستان بشرویه      | بیدک            | ۱۰۰            | ۱۳             | ۳۰           | ۹                   | ۱۸                  |
| بیل‌آباد                   | بخش مرکزی شهرستان بشرویه     | بیل‌آباد         | ۱۰۰            | ۶              | ۲            | ۱                   | ۳                   |
| توکل‌آباد                  | بخش مرکزی شهرستان بشرویه     | توکل‌آباد        | ۴۳۰            | ۱۰             | ۱۲           | ۱                   | ۳                   |
| تیر بادام                 | بخش مرکزی شهرستان بشرویه     | اصفاک           | ۳۰۰            | ۸              | ۳            | ۱                   | ۳                   |
| جعفرآباد                  | بخش مرکزی شهرستان بشرویه     | جعفرآباد        | ۵۰۰            | ۱۷             | ۳۰           | ۱۰                  | ۲۹                  |
| جلگه زاوه                 | بخش مرکزی شهرستان بشرویه     | جلگه زاوه       | ۱۰۰            | ۳              | ۳            | ۱                   | ۱                   |
| جمالی                     | بخش ارسک شهرستان بشرویه      | جمالی           | ۵۰۰            | ۳۵             | ۲۰           | ۳                   | ۷                   |
| جنو                       | بخش ارسک شهرستان بشرویه      | ارسک            | ۱۳۰۰           | ۱۹             | ۲۰           | ۱                   | ۱                   |
| جو زردان علیا             | بخش ارسک شهرستان بشرویه      | جو زردان علیا   | ۱۰۰            | ۶              | ۴            | ۶                   | ۱۸                  |
| جو زردان وسطی             | بخش ارسک شهرستان بشرویه      | جوزردان وسطی    | ۱۵۰            | ۵              | ۱۵           | ۵                   | ۸                   |
| حاجی‌آباد                  | بخش ارسک شهرستان بشرویه      | حاجی‌آباد        | ۲۱۰            | ۱۲             | ۷            | ۲                   | ۵                   |
| حاجی‌آباد                  | بخش مرکزی شهرستان بشرویه     | حاجی‌آباد        | ۲۰۰            | ۵              | ۴            | ۱                   | ۲                   |
| حجت‌آباد                   | بخش مرکزی شهرستان بشرویه     | حجت‌آباد         | ۲۰۰۰           | ۲۵             | ۱۰           | ۲۰                  | ۴۰                  |
| حجت‌آباد                   | بخش ارسک شهرستان بشرویه      | حجت‌آباد         | ۱۱۰۰           | ۲۰             | ۲۰           | ۵                   | ۹                   |
| حسن‌آباد                   | بخش مرکزی شهرستان بشرویه     | حسن‌آباد         | ۱۰۰            | ۲              | ۲            | ۲                   | ۳                   |
| حسن‌آباد                   | بخش مرکزی شهرستان بشرویه     | اصفاک           | ۱۵۰            | ۶              | ۲            | ۱                   | ۲                   |
| حسین‌آباد                  | بخش مرکزی شهرستان بشرویه     | حسین‌آباد        | ۱۵۰۰           | ۳۰             | ۲۱           | ۹                   | ۱۸                  |
| حسین‌آباد                  | بخش ارسک شهرستان بشرویه      | ارسک            | ۱۳۰۰           | ۴۰             | ۱۷           | ۲                   | ۵                   |
| حسین‌آباد                  | بخش مرکزی شهرستان بشرویه     | حسین‌آباد        | ۲۰۰            | ۵              | ۲            | ۳                   | ۶                   |
| خانیک                     | بخش مرکزی شهرستان بشرویه     | خانیک           | ۴۰۰            | ۱۰             | ۱۵           | ۳                   | ۷                   |
| خانیک بزرگ                | بخش مرکزی شهرستان بشرویه     | خانیک           | ۵۰۰            | ۷              | ۳            | ۴                   | ۸                   |
| خانیک بچه                 | بخش ارسک شهرستان بشرویه      | خانیک بچه       | ۶۵۰            | ۷              | ۴            | ۵                   | ۶                   |
| خانیکو                    | بخش مرکزی شهرستان بشرویه     | اصفاک           | ۴۰۰            | ۸              | ۳            | ۲                   | ۴                   |
| خرم‌آباد                   | بخش ارسک شهرستان بشرویه      | خرم‌آباد         | ۱۰۰۰           | ۴۰             | ۲۵           | ۴                   | ۹                   |
| خلیل‌آباد                  | بخش مرکزی شهرستان بشرویه     | کرند            | ۱۲۰۰           | ۳۰             | ۱۵           | ۳                   | ۲۵                  |
| خمینی‌آباد                 | بخش ارسک شهرستان بشرویه      | ارسک            | ۳۵۰            | ۷              | ۳            | ۱                   | ۱                   |
| دادوریه                   | بخش مرکزی شهرستان بشرویه]    | دادوریه         | ۵۶۰            | ۱۲             | ۶            | ۳                   | ۴                   |
| دلبران                    | بخش مرکزی شهرستان بشرویه]    | دلبران          | ۱۶۵۰           | ۵۰             | ۲۵           | ۲                   | ۸                   |
| ده سفید                   | بخش مرکزی شهرستان بشرویه]    | ده سفید         | ۱۵۰۰           | ۵۰             | ۱۰           | ۸                   | ۲۰                  |
| ده میر                    | بخش مرکزی شهرستان بشرویه]    | ده میر          | ۳۰۰            | ۸              | ۷            | ۴                   | ۶                   |
| ده نو                     | بخش ارسک شهرستان بشرویه]     | ده نو           | ۸۰۰            | ۱۷             | ۴۰           | ۴                   | ۱۰                  |
| ده کرم                    | بخش ارسک شهرستان بشرویه]     | ده کرم          | ۶۰۰            | ۲۱             | ۱۳           | ۳                   | ۶                   |
| دهنو                      | بخش مرکزی شهرستان بشرویه]    | دهنو            | ۱۰۰۰           | ۶۰             | ۳۰           | ۱۸                  | ۳۵                  |
| دهنو                      | بخش ارسک شهرستان بشرویه]     | طرجد            | ۹۰۰            | ۱۷             | ۴۰           | ۱۱                  | ۲۷                  |
| دهنو طرجد                 | بخش بشرویه شهرستان فردوس     | طرجد            | ۲۰۰۰           | ۴۰             | ۱۲           | ۱۰                  | ۲۵                  |
| رحمت‌آباد                  | بخش مرکزی شهرستان بشرویه     | اصفاک           | ۳۵۰            | ۱۸             | ۴            | ۲                   | ۴                   |
| رودعرب                    | بخش ارسک شهرستان بشرویه      | ارسک            | ۱۵۰            | ۴              | ۱            | ۱                   | ۱                   |
| ریگو                      | بخش بشرویه شهرستان فردوس     | ریگو            | ۱۰۰۰           | ۳۰             | ۳۵           | ۷                   | ۱۷                  |
| زیرکوه                    | بخش مرکزی شهرستان بشرویه     | نیکنان          | ۲۰۰            | ۴              | ۸            | ۲                   | ۳                   |
| زین‌آباد                   | بخش مرکزی شهرستان بشرویه     | اصفاک           | ۱۰۰۰           | ۲۰             | ۱۵           | ۶                   | ۱۲                  |
| زین‌آباد                   | بخش مرکزی شهرستان بشرویه     | زین‌آباد         | ۱۰۰۰           | ۴۰             | ۳۵           | ۶                   | ۱۲                  |
| سجادیه                    | بخش مرکزی شهرستان بشرویه]    | سجادیه          | ۸۰۰            | ۲۰             | ۷            | ۲                   | ۵                   |
| سرند                      | بخش ارسک شهرستان بشرویه]     | سرند            | ۳۵۰            | ۷              | ۳            | ۱۴                  | ۴                   |
| سعادت‌آباد                 | بخش مرکزی شهرستان بشرویه]    | سعادت‌آباد       | ۲۰۰۰           | ۵۰             | ۲۰           | ۵                   | ۲۰                  |
| سعیدآباد                  | بخش مرکزی شهرستان بشرویه]    | کلاته مجنونی    | ۳۰۰            | ۶              | ۳            | ۲                   | ۵                   |
| سلطان‌آباد                 | بخش مرکزی شهرستان بشرویه]    | سلطان‌آباد       | ۰              | ۸۰             | ۴۰           | ۱۵                  | ۲۷                  |
| سنجتک                     | بخش مرکزی شهرستان بشرویه]    | سنجتک           | ۱۲۰            | ۴              | ۱            | ۲                   | ۴                   |
| شمس‌آباد                   | بخش مرکزی شهرستان بشرویه]    | شمس‌آباد         | ۱۰۵۰           | ۵۲             | ۰            | ۵                   | ۱۵                  |
| شورآباد                   | بخش مرکزی شهرستان بشرویه]    | شورآباد         | ۲۰۰            | ۴              | ۸            | ۱                   | ۲                   |
| صدرآباد                   | بخش مرکزی شهرستان بشرویه]    | اصفاک           | ۴۰۰            | ۵              | ۷            | ۳                   | ۶                   |
| عباس‌آباد                  | بخش مرکزی شهرستان بشرویه]    | عباس‌آباد        | ۹۰۰            | ۱۸             | ۱۴           | ۳                   | ۷                   |
| عباس‌آباد                  | بخش مرکزی شهرستان بشرویه]    | عباس‌آباد        | ۱۰۰            | ۴              | ۱            | ۱                   | ۲                   |
| عبدالحمیدی                | بخش مرکزی شهرستان بشرویه     | نیکنان          | ۱۵۰۰           | ۶۰             | ۵۵           | ۲                   | ۵                   |
| علی حیدر                  | [[بخش مرکزی] شهرستان بشرویه] | اصفاک           | ۴۰۰            | ۷              | ۶            | ۳                   | ۴                   |
| علی‌آباد                   | بخش مرکزی شهرستان بشرویه]    | علی‌آباد         | ۱۰۰            | ۴              | ۱۰           | ۲                   | ۳                   |
| علی‌آباد                   | بخش مرکزی شهرستان بشرویه]    | غنی‌آباد         | ۲۵۰            | ۵              | ۴            | ۴                   | ۹                   |
| عنج سفلی                  | بخش مرکزی شهرستان بشرویه]    | عنج سفلی        | ۱۰۰            | ۴              | ۱            | ۲                   | ۴                   |
| عنج علیا                  | بخش مرکزی شهرستان بشرویه]    | عنج علیا        | ۸۰             | ۴              | ۱            | ۵                   | ۱۱                  |
| عیدگاه                    | بخش مرکزی شهرستان بشرویه]    | رقه             | ۷۰۰            | ۱۴             | ۱۲           | ۱                   | ۴                   |
| عیسی                      | بخش مرکزی شهرستان بشرویه]    | نیکنان          | ۳۰۰۰           | ۷۰             | ۵۰           | ۲۰                  | ۴۵                  |
| بخش مرکزی شهرستان بشرویه] | غنی‌آباد                      | ۴۵۰۰            | ۳۵             | ۳۵             | ۲۵           | ۶۰                  |                     |
| فتح‌آباد                   | بخش مرکزی شهرستان بشرویه]    | فتح‌آباد         | ۱۵۰            | ۵              | ۴            | ۳                   | ۸                   |
| فدک                       | بخش مرکزی شهرستان بشرویه]    | سرند            | ۳۵۰            | ۸              | ۲۰           | ۲۰                  | ۳۵                  |
| فیروز‌آباد                 | بخش مرکزی شهرستان بشرویه]    | فیروز‌آباد       | ۶۰۰            | ۱۴             | ۹            | ۲                   | ۵                   |
| قاسم‌آباد                  | بخش مرکزی شهرستان بشرویه]    | قاسم‌آباد        | ۱۵۰۰           | ۴۰             | ۲۰           | ۱۵                  | ۳۰                  |
| قدرت‌آباد                  | بخش مرکزی شهرستان بشرویه]    | زمان‌آباد        | ۷۰۰            | ۱۳             | ۷            | ۱                   | ۱                   |
| قلعه سرخ                  | بخش مرکزی شهرستان بشرویه]    | یگی             | ۲۰۰            | ۴              | ۵            | ۵                   | ۱۵                  |
| لجنوک                     | بخش مرکزی شهرستان بشرویه]    | غنی‌آباد         | ۳۰۰            | ۹              | ۲            | ۱                   | ۲                   |
| محمدآباد                  | بخش مرکزی شهرستان بشرویه]    | محمدآباد        | ۱۰۰۰           | ۱۶             | ۲۰           | ۸                   | ۱۸                  |
| محمدآباد                  | بخش مرکزی شهرستان بشرویه]    | محمدآباد        | ۱۴۵۰           | ۳۰             | ۱۷           | ۲                   | ۲۵                  |
| محمدآباد                  | بخش مرکزی شهرستان بشرویه]    | محمدآباد        | ۱۵۰۰           | ۱۰             | ۶            | ۱۵                  | ۱۰                  |
| محمدآباد                  | بخش مرکزی شهرستان بشرویه]    | محمدآباد        | ۵۰             | ۲              | ۱            | ۱                   | ۱                   |
| محمدآباد                  | بخش مرکزی شهرستان بشرویه]    | محمدآباد        | ۱۶۰            | ۴              | ۲            | ۵                   | ۱۰                  |
| محمدآباد                  | بخش مرکزی شهرستان بشرویه]    | محمدآباد        | ۱۹۰۰           | ۲۵             | ۲۰           | ۱۰                  | ۲۰                  |
| محمدآباد مجد              | بخش مرکزی شهرستان بشرویه]    | مجد             | ۵۰۰            | ۱۷             | ۱۳           | ۲                   | ۵                   |
| مسگرها                    | بخش مرکزی شهرستان بشرویه]    | شمس‌آباد         | ۲۵۰            | ۵              | ۴            | ۱                   | ۲                   |
| مسگرها                    | بخش مرکزی شهرستان بشرویه]    | اسدآباد         | ۲۷۰            | ۴              | ۲            | ۲                   | ۳                   |
| مسگرها                    | بخش مرکزی شهرستان بشرویه]    | عشق‌آباد         | ۲۸۰            | ۵              | ۲            | ۱                   | ۲                   |
| منصوریه                   | بخش مرکزی شهرستان بشرویه]    | کرند            | ۷۵۰            | ۲۰             | ۲۵           | ۲                   | ۱۰                  |
| منوریه                    | بخش مرکزی شهرستان بشرویه]    | منوریه          | ۸۰۰            | ۴۰             | ۱۰           | ۳                   | ۹                   |
| مهدی‌آباد                  | بخش مرکزی شهرستان بشرویه]    | ده قدسی         | ۱۲۰            | ۳              | ۱۰           | ۲                   | ۳                   |
| مهدی‌آباد                  | بخش مرکزی شهرستان بشرویه]    | مهدی‌آباد        | ۱۶۰            | ۶              | ۳            | ۴                   | ۹                   |
| موچ                       | بخش مرکزی شهرستان بشرویه]    | موچ             | ۳۰۰            | ۴              | ۳            | ۹                   | ۱۰                  |
| میان ده                   | بخش مرکزی شهرستان بشرویه]    | یگی             | ۲۰۰            | ۵              | ۱۰           | ۵                   | ۱۵                  |
| میرآباد                   | بخش مرکزی شهرستان بشرویه]    | میرآباد         | ۶۰۰            | ۹              | ۱۵           | ۴                   | ۷                   |
| نصرآباد                   | بخش مرکزی شهرستان بشرویه]    | نصرآباد         | ۱۰۰۰           | ۲۰             | ۲۱           | ۱۲                  | ۳۵                  |
| نوخانیک                   | بخش مرکزی شهرستان بشرویه]    | نوخانیک         | ۶۵۰            | ۲۸             | ۲۸           | ۸                   | ۲۴                  |
| نیک                       | بخش مرکزی شهرستان بشرویه]    | نیک             | ۲۰۰            | ۳              | ۵            | ۸                   | ۱۰                  |
| نیکنان                    | بخش مرکزی شهرستان بشرویه     | نیکنان          | ۱۵۰۰           | ۴۵             | ۳۵           | ۱۲                  | ۲۵                  |
| نیکوکرند                  | بخش مرکزی شهرستان بشرویه     | کرند            | ۱۰۰            | ۳              | ۱            | ۱                   | ۲                   |
| نیگو                      | بخش مرکزی شهرستان بشرویه]    | نیگو            | ۱۵۴۰           | ۱۸             | ۱۵           | ۱۹                  | ۳۰                  |
| هنویه                     | بخش مرکزی شهرستان بشرویه]    | هنویه           | ۴۰۰            | ۷              | ۸            | ۱۴                  | ۳۵                  |
| پسته زار                  | بخش ارسک شهرستان بشرویه      | رقه             | ۵۰۰            | ۱۷             | ۴۵           | ۳۰                  | ۳۰                  |
| چسبی                      | بخش مرکزی شهرستان بشرویه]    | نیکنان          | ١۵٠٠           | ۴۰             | ٣٣           | ۵                   | ١١                  |
| کشورآباد                  | بخش مرکزی شهرستان بشرویه]    | کشورآباد        | ۳۵۰            | ۱۰             | ۶            | ۱                   | ۳                   |
| کلاته حاجی                | بخش مرکزی شهرستان بشرویه]    | کلاته حاجی      | ۵۰۰            | ۹              | ۷            | ۳                   | ۷                   |
| کلاته حیدر                | بخش ارسک شهرستان بشرویه]     | رقه             | ۱۵۰            | ۷              | ۲            | ۲                   | ۳                   |
| کلاته دلاک                | بخش ارسک شهرستان بشرویه]     | ارسک            | ۸۰۰            | ۳۲             | ۱۷           | ۶                   | ۱۴                  |
| کلاته علیخانی             | بخش مرکزی شهرستان بشرویه]    | کلاته علیخانی   | ۲۱۰            | ۴              | ۲            | ۲                   | ۴                   |
| کلاته محمدرضا             | بخش ارسک شهرستان بشرویه]     | یگی             | ۲۰۰            | ۶              | ۱۰           | ۴                   | ۲۸                  |
| کلاته ملا                 | بخش مرکزی شهرستان بشرویه]    | نیکنان          | ۱۵۰۰           | ۱۸             | ۲۰           | ۴                   | ۱۰                  |
| کلاته نو                  | بخش مرکزی شهرستان بشرویه]    | کلاته نو        | ۲۲۰۰           | ۳۰             | ۱۴           | ۸                   | ۹                   |
| گذرگاه                    | بخش ارسک شهرستان بشرویه]     | رقه             | ۵۶۰            | ۱۷             | ۱۵           | ۴۵                  | ۹۲                  |
| یحیی‌آباد                  | بخش مرکزی شهرستان بشرویه]    | اصفاک           | ۷۵۰            | ۱۵             | ۱۰           | ۶                   | ۱۲                  |